# Fred VanVleet
Fredderick Edmond VanVleet (ur. 25 lutego 1994 w Rockford) – amerykański koszykarz występujący na pozycji rozgrywającego, od 2023 zawodnik Houston Rockets.
2 lutego 2021 roku VanVleet zdobył 54 punkty przeciwko Orlando Magic, ustanawiając swój rekord kariery. Pobił tym samym poprzedni rekord Raptors DeMara DeRozana, który zanotował 52 punkty. 
7 lipca 2023 dołączył do Houston Rockets. 

## Osiągnięcia
Stan na 20 września 2023, na podstawie, o ile nie zaznaczono inaczej.
NCAA
- Uczestnik rozgrywek:
  - NCAA Final Four (2013)
  - Sweet Sixteen turnieju NCAA (2013, 2015)
  - rundy 32 turnieju NCAA (2013–2016)
- Mistrz:
  - turnieju konferencji Missouri Valley (MVC – 2014)
  - sezonu regularnego MVC (2014–2016)
- Zawodnik roku konferencji MVC (Larry Bird Award – 2014, 2016)[5]
- Zaliczony do:
  - I składu:
    - MVC (2014–2016)
    - turnieju:
      - MVC (2015, 2016)
      - Diamond Head Classic (2015)

    - defensywnego MVC (2014–2016)
    - zawodników MVC, którzy poczynili największy postęp (2014)

  - III składu All-American (2014 przez SN, NABC)
  - składu Honorable mention All-American (2014–2016 przez Associated Press)
- Uczestnik meczu gwiazd NCAA – Reese's College All-Star Game (2016)

NBA
- Mistrz NBA (2019)
- Uczestnik:
  - meczu gwiazd NBA (2022)[6]
  - konkursu rzutów za 3 punkty (2022)[7]